# Bicellaria drapetoides
Bicellaria drapetoides är en tvåvingeart som först beskrevs av Walker 1849.  Bicellaria drapetoides ingår i släktet Bicellaria och familjen puckeldansflugor.
Artens utbredningsområde är Ontario. Inga underarter finns listade i Catalogue of Life.